# گرگ براون (بازیکن فوتبال، زاده ۱۹۷۸)
گرگ براون (انگلیسی: Greg Brown؛ زادهٔ ۳۱ ژوئیهٔ ۱۹۷۸) بازیکن فوتبال اهل بریتانیا است.
از باشگاه‌هایی که در آن بازی کرده‌است می‌توان به باشگاه فوتبال مکلسفیلد تاون و باشگاه فوتبال مورکم اشاره کرد.